# Myloxena vestita
Myloxena vestita är en skalbaggsart som beskrevs av Berg 1881. Myloxena vestita ingår i släktet Myloxena och familjen Melolonthidae. Inga underarter finns listade i Catalogue of Life.